# Ernst Mayer
Ernst Mayer (24 de junho de 1796 – 21 de janeiro de 1844) foi um escultor alemão de estilo clássico. Ele foi aluno de Antonio Isopi e trabalhou por Leo von Klenze, principalmente em Munique onde em 1830 tornou-se Professor de Escultura na escola Politécnica, agora Universidade Técnica de Munique.

## Biografia
Mayer foi o nono filho de Johann Ernst Mayer (1754 – 1812), um fabricante de meias que havia se tornado mestre da casa e supervisor do jardim no castelo de Ludwigsburgo do Duque (mais tarde Rei) Friedrich I de Württemberg. Após a escola primária, em 1810, Ernst Mayer foi aprendiz de Antonio Isopi, o escultor italiano trabalhando para o rei. Ele aprendeu com ele os ofícios de escultura, fundição e ornamento, bem como a língua italiana, o que foi benéfico para ele na sua estadia em Roma. Quando ele terminou seu aprendizado, trabalhou para Isopi em Ludwigsburg e em Wasseralfingen, onde a escultura colossal de Isopi retratando um leão e um veado (ainda podendo ser vista em frente ao Novo palácio de Estugarda) foi fundida. Em 1818 Leo von Klenze convidou Ernst Mayer, de 22 anos de idade, juntamente com Isopi, de Munique, e o empregou em sua oficina.
Entre 1818 e 1820 Mayer restaurou esculturas antigas para a Gliptoteca de Munique. Ele também criou modelo de estuques para o teto do salão de equitação de Klenze moldes de fundição dos ornamentos do portal e da fachada da nova escola de equitação de Johann Martin von Wagner.
De 1821 a 1825, Mayer foi a Roma e mais uma vez trabalhou para von Wagner, que adquiriu estátuas antigas para o príncipe e futuro rei Luís I da Baviera, ao mesmo tempo ele foi contratado pelo escultor dinamarquês Bertel Thorvaldsen, para quem ele criou relevos para o Templo de Valhala em Ratisbona. Mayer também criou parte do memorial de Eugène de Beauharnais, enteado do enteado de  Napoleão e genro do Rei Maximiliano I da Baviera, que tinha sido desenhado por Klenze e foi concluído por Thorvaldsen. Os dois anjos na parte inferior do monumento são de Mayer.
De volta em Munique, Mayer continuou restaurando estátuas antigas, mas também criou esculturas, incluindo o frontão de figuras para a Gliptoteca de Munique, entre eles três antigos artistas que simbolizando a criação de Mayer: o modelador (Koroplastes), o fundidor de bronze (Statuarius) e o escultor de pedra (Glyptos).
Em 1830 Mayer tornou-se Professor de escultura em pedra na escola Politécnica de Munique. Ele casou-se com Amailie Burgett (1808 – 1880) e o casal teve três filhas e um filho.
Mayer morreu em Munique, com 47 anos de idade, em 21 de janeiro de 1844 de uma fratura no crânio, após uma queda no gelo na frente de sua oficina, seu sucessor na Politécnica de Munique foi seu aluno Johann Halbig.

## Principais obras
- Três grandes e seis pequenas figuras no frontão da Gliptoteca de Munique.
- Busto de mármore de Mayer, professor do empregador Bertel Thorvaldsen.
- Dois anjos na parte inferior do memorial de Eugène de Beauharnais.
- Thukydides e Homer.
- Memorial de Heine em Würzburg.
- Oito candelabros de mármore e assentos e uma mesa de mármore no Templo de Valhala.

## Galeria De Fotos

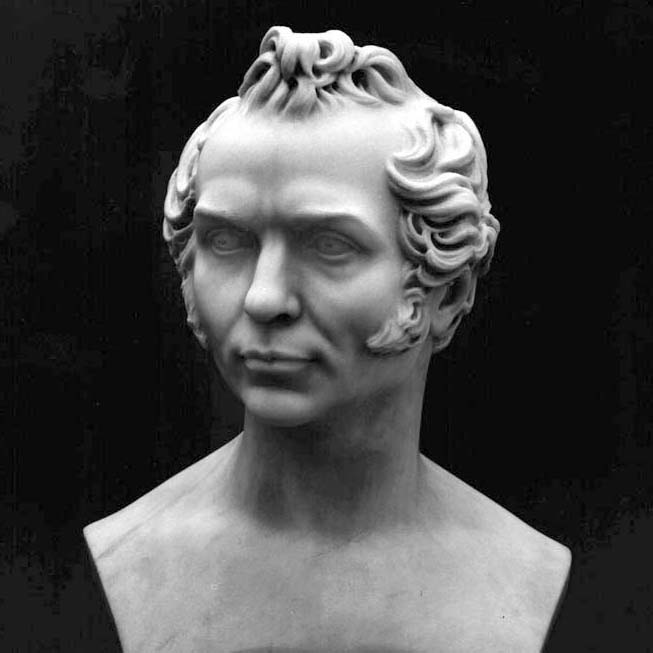
Ernst Mayer (busto de seu aluno Johann Halbig)
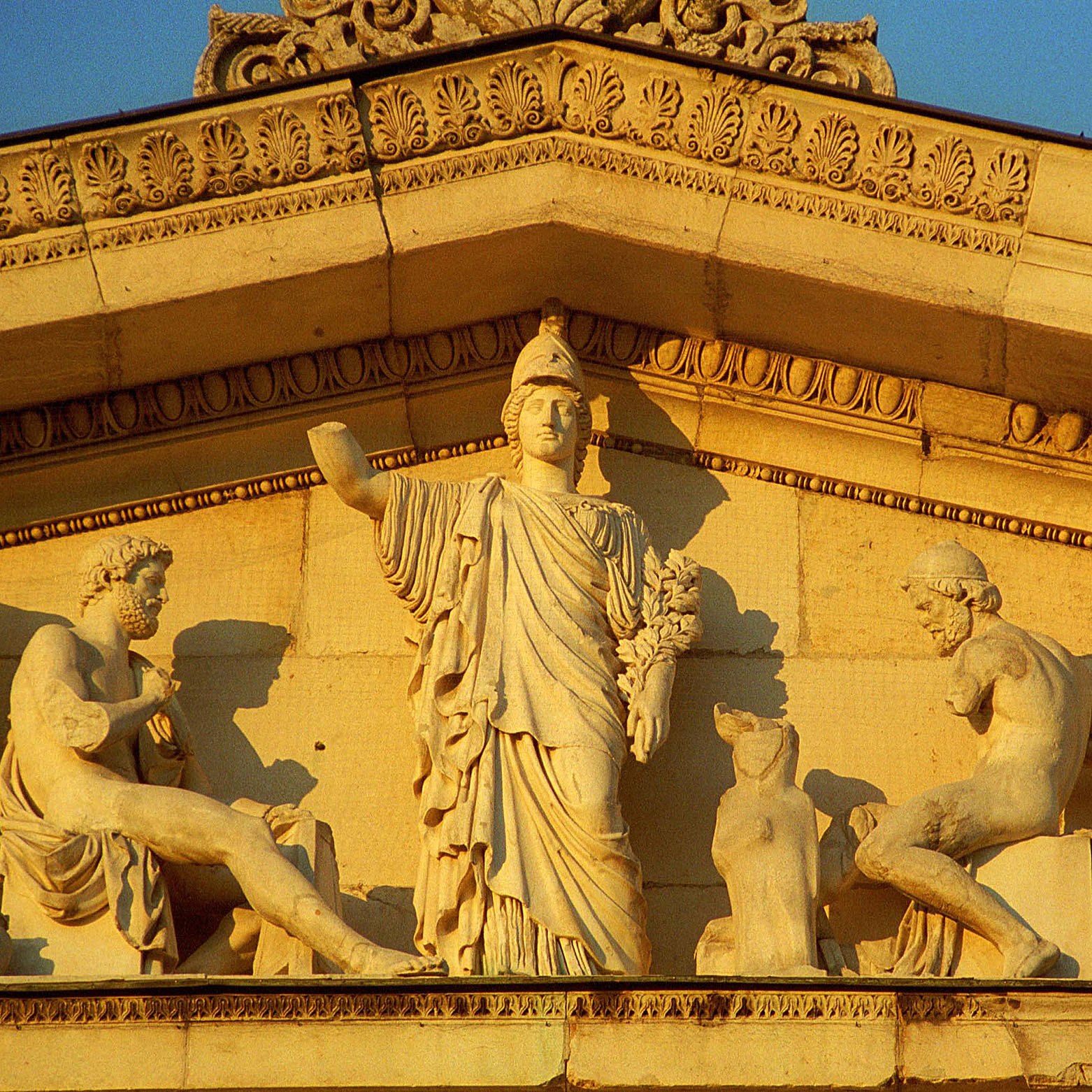
Frontão da Gliptoteca de Munique
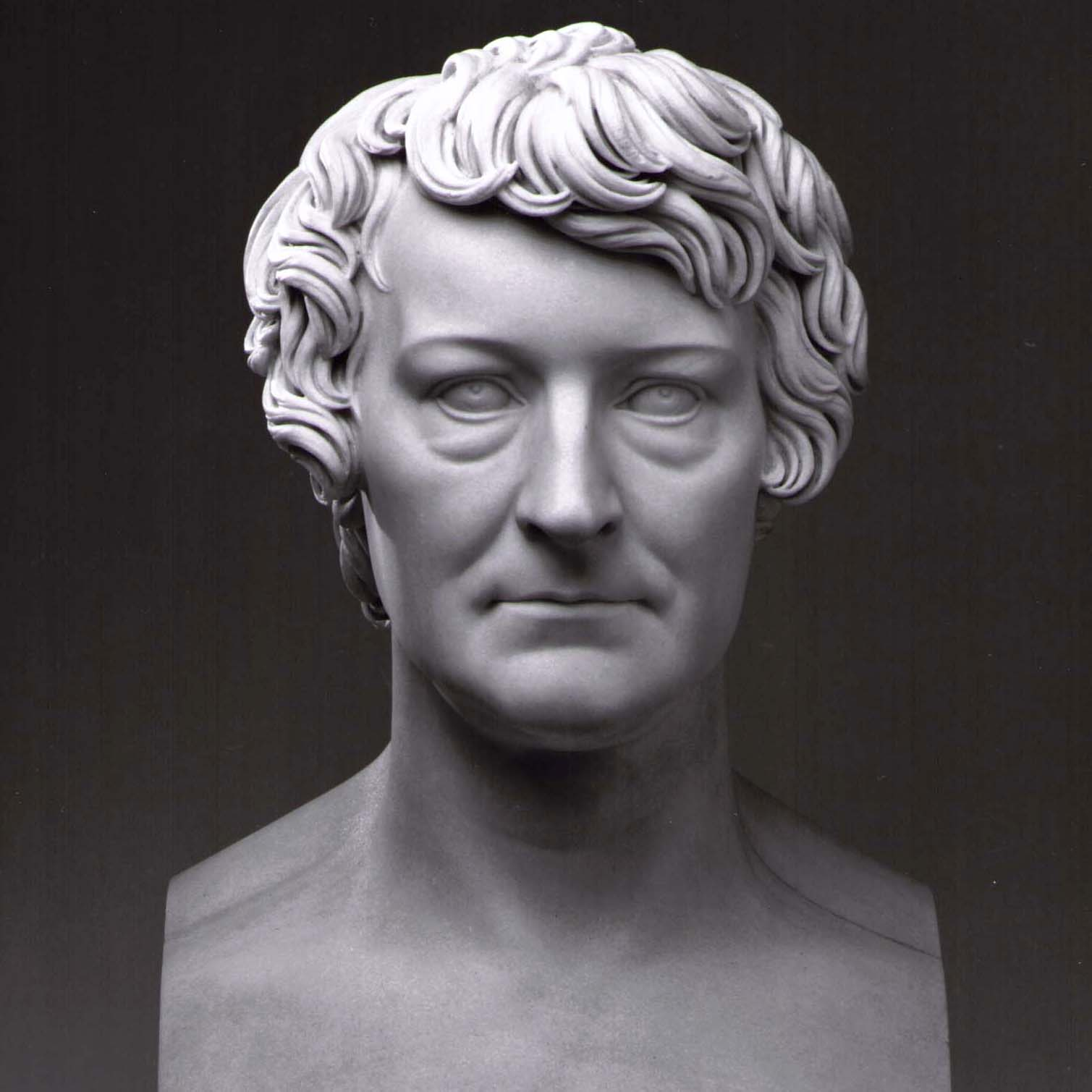
Bertel Thorvaldsen, (busto por Ernst Mayer)
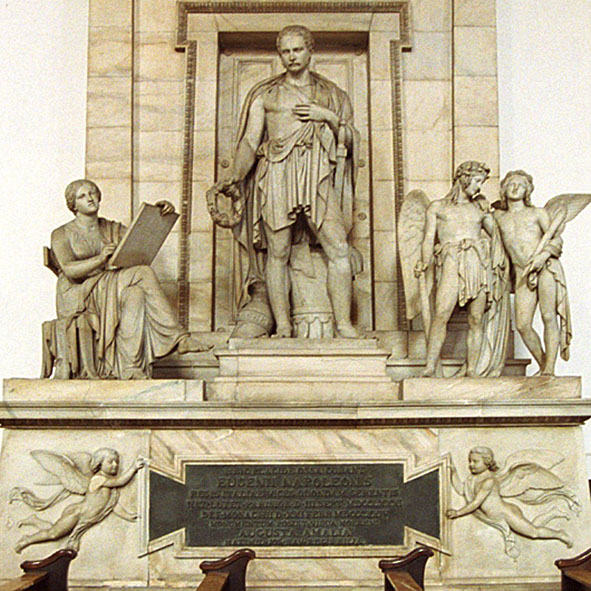
Memorial de Eugène de Beauharnais
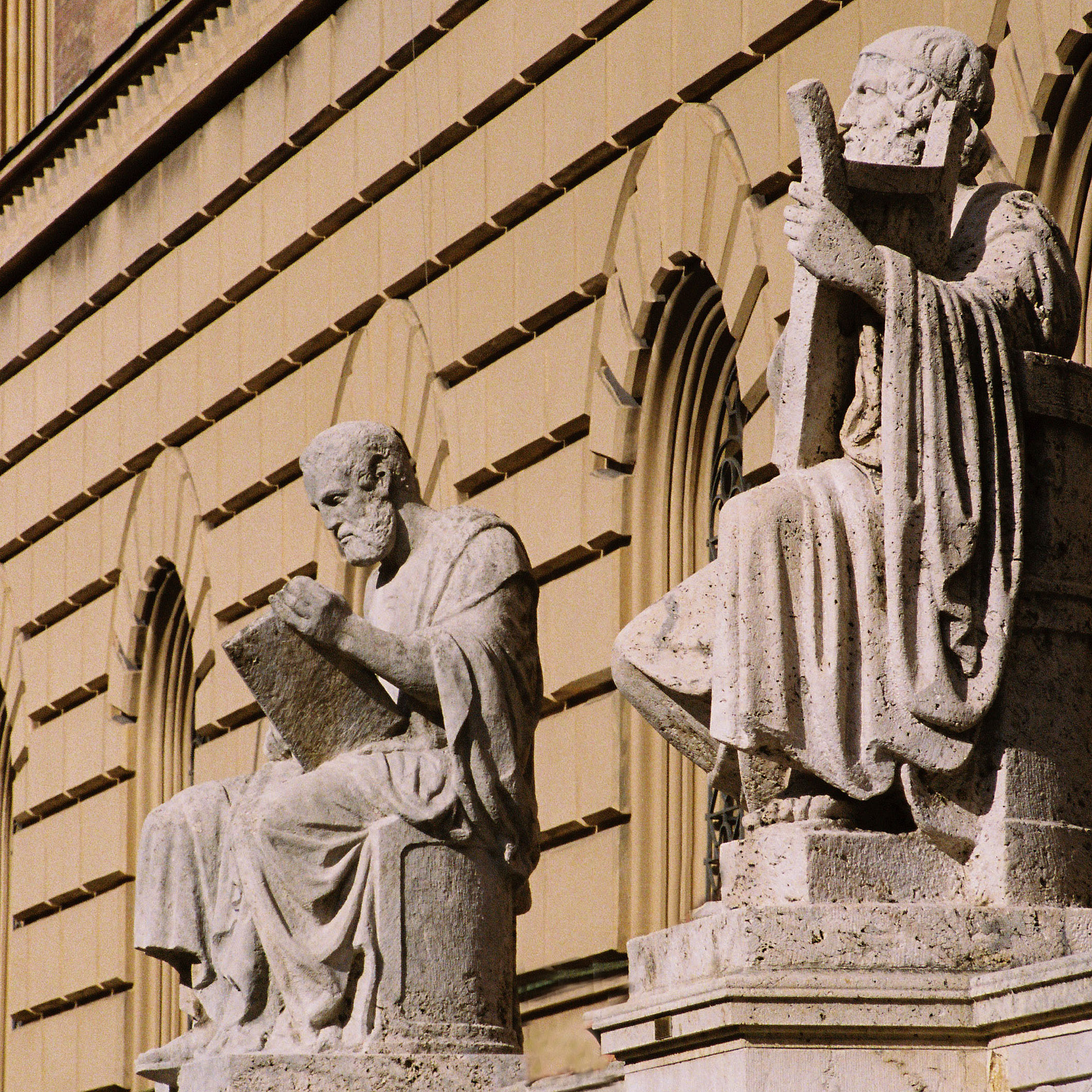
Thukydides und Homer
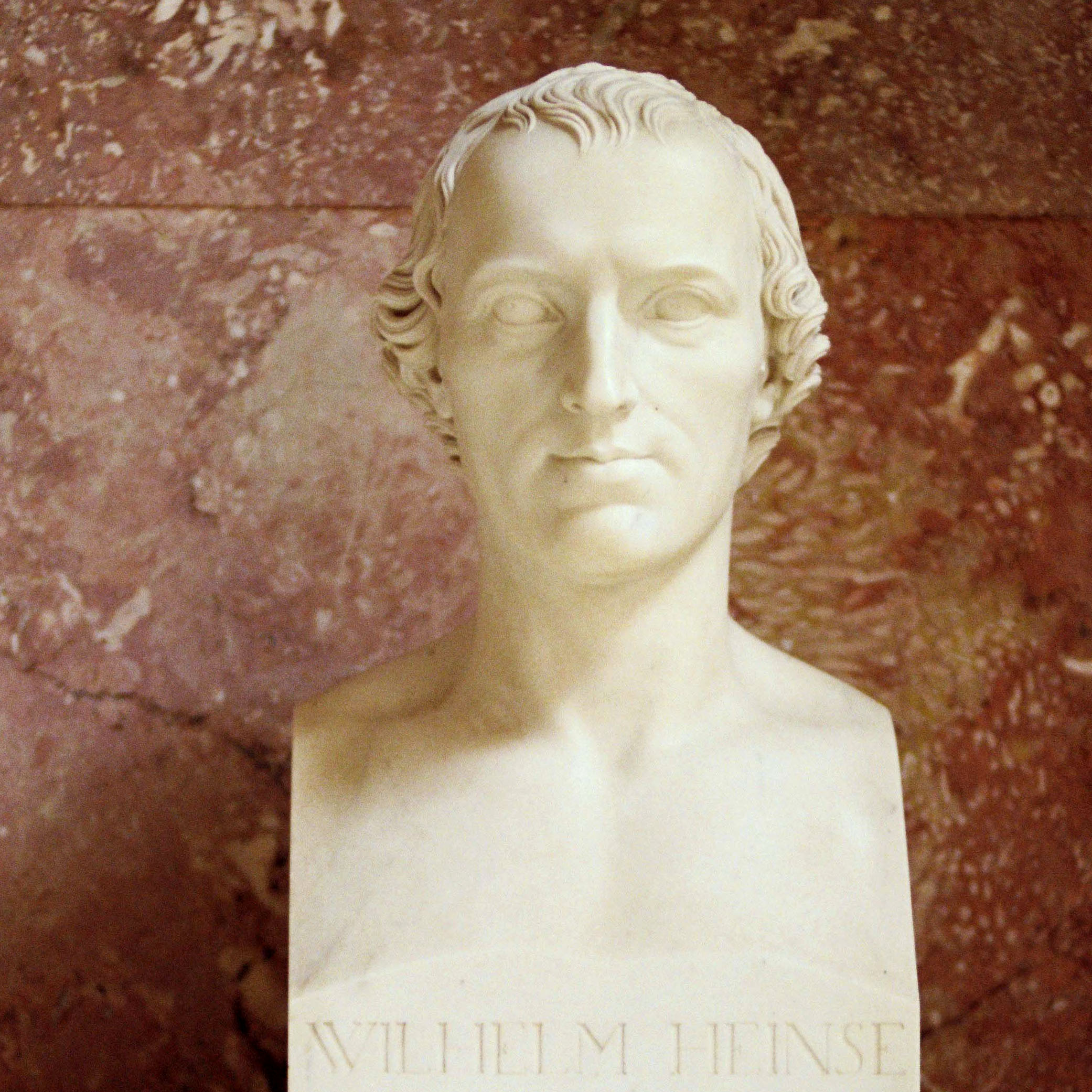
Busto de Wilhelm Heinse
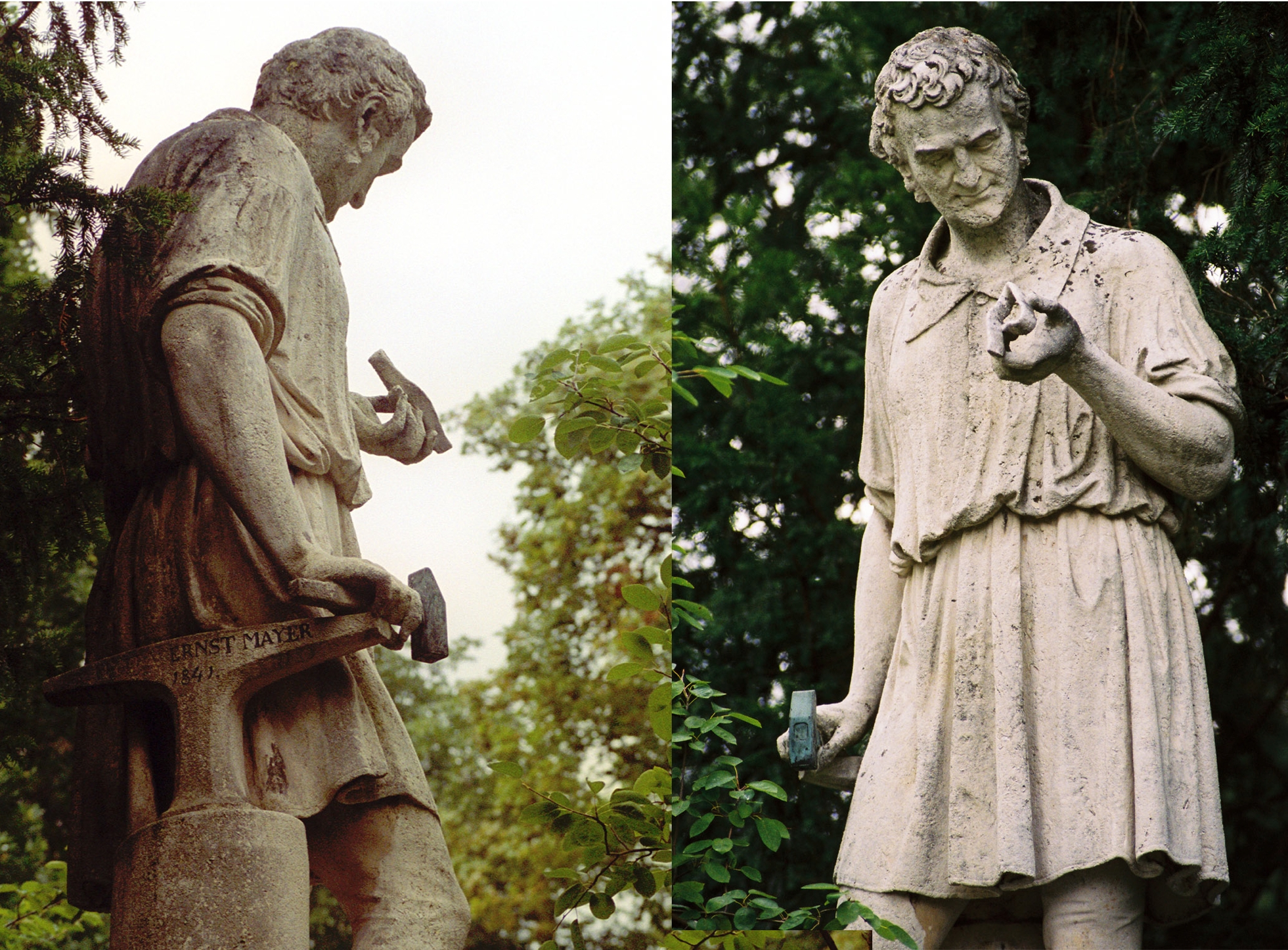
Heine-Memorialem Würzburg
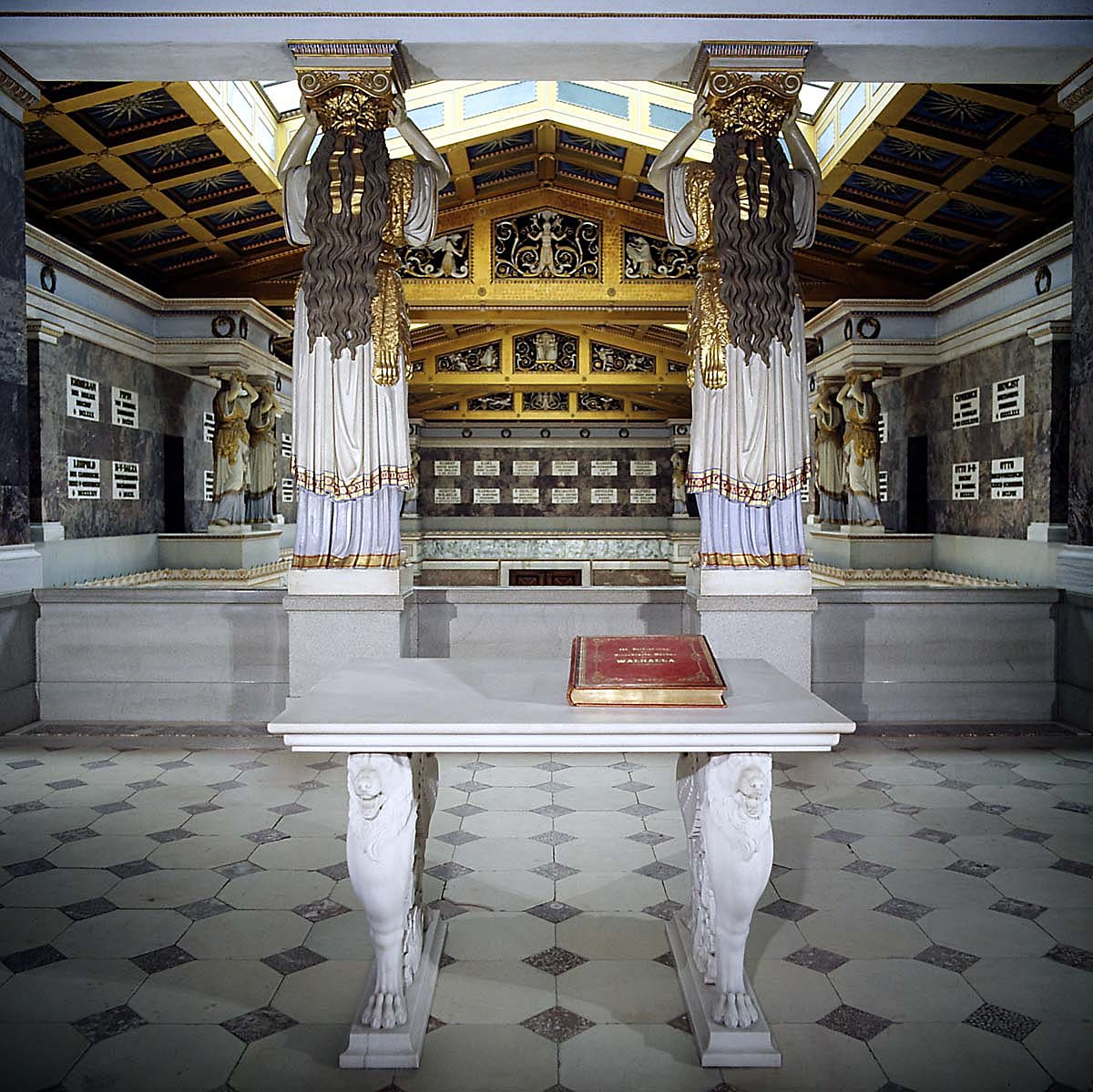
Mesa de mármoreno no Templo de Valhala
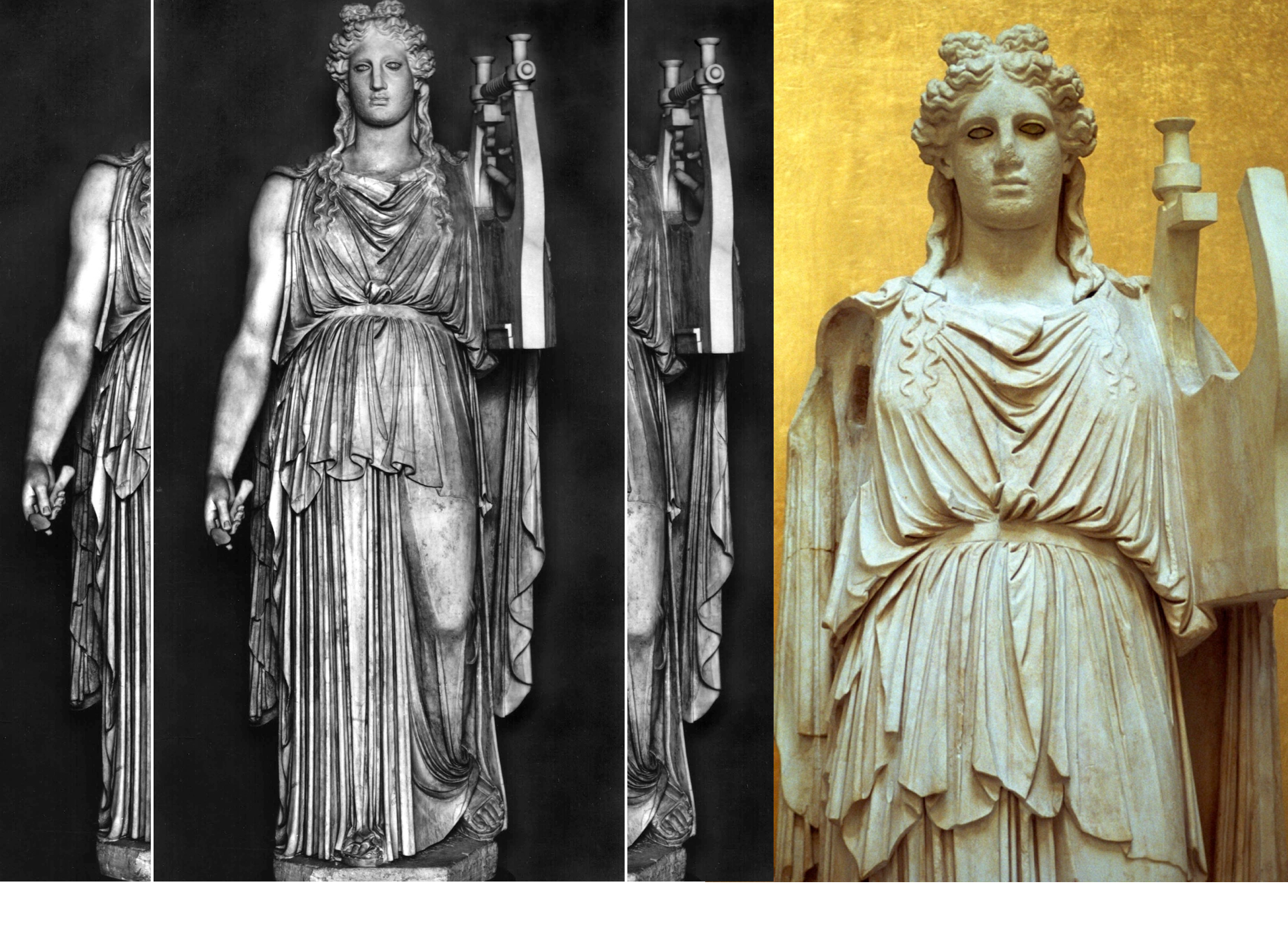
Restauração de Mayer do Barbarinian Apollo (à esquerda), "purificado" em 1967 (direita)

## Leitura complementar
- Söltl, Johann Michael: Der Bildhauer Professor Ernst Mayer em Morrer bildende Kunst, em munique, München 1842, S. 469-471 (em alemão)

- Hyacinth Holland (1885) (em alemão). "Mayer, Ernst". In Allgemeine Deutsche Biographie (ADB). 21.  Leipzig: Duncker & Humblot. p. 93–93. (contendo a data de nascimento errada)

- Mayer, Ernst Theodor: Bebildertes Werkverzeichnis des Bildhauers Ernst Mayer (1796-1844), München, 2006, Festschrift 2007 (em alemão)